# Cachette von Bab el-Gasus
Die Cachette von Bab el-Gasus ist eine altägyptische Grabanlage. Der Name Bab el-Gasus stammt aus dem ägyptischen Arabisch und meint so viel wie „Pforte der Priester“ oder Priesterpforte. Sie wurde im Februar 1891 durch Georges Daressy, Eugène Grébaut und Urbain Bouriant entdeckt und enthielt 153 sehr gut erhaltene Sarg-Ensembles (52 Einzel- und 101 Doppel-Särge) der 21. Dynastie, sowie 80 Statuetten, nahezu 100 Papyri und 110 Uschebti-Boxen. Die Bergung dieser bislang größten Cachette wurde seinerzeit durch Émile Bayard dokumentiert und stellte nach der ersten, bereits im Juni 1881 erfolgten Entdeckung der Cachette von Deir el-Bahari eine weitere, immense Verbesserung der Faktenlage zur Dritten Zwischenzeit dar. Dennoch nahm die Erforschung dieser zweiten, für die Geschichte der 21. Dynastie so bedeutenden Cachette von Bab el-Gasus insgesamt rund 130 Jahre in Anspruch, weil ihre Sarkophage aus Platzmangel über die Museen der ganzen Welt verteilt worden waren, dort oftmals über lange Zeiträume hinweg unbeachtet blieben und vernachlässigt wurden.